# Dějiny Madagaskaru

Státní znak Madagaskarské republiky

Dějiny Madagaskaru jsou dějinami území současné Madagaskarské republiky, která se rozkládá na ostrově Madagaskar, v Indickém oceánu při jihovýchodním pobřeží kontinentální Afriky.
Ostrov byl poměrně pozdě, zhruba na počátku našeho letopočtu, osídlen Malgaši z Indonésie. Na rozdíl od domoviny ale tyto kmeny nepřijaly později islám, ačkoli s prostorem Indického oceánu měly četné kulturní a obchodní vazby, více než s africkým kontinentem na západě. V 17. století se ostrov pokusili neúspěšně kolonizovat Francouzi. Ve stejné době zde začaly vznikat první významné státy (Sakalavské království, Boina, Imerina). Imerina byla nakonec nejúspěšnější. Její vládce Andrianampoinimerina je dnes na Madagaskaru vnímán jako „otec vlasti“ a velký sjednotitel, ačkoli celý ostrov nikdy neovládl. Na konci 18. století chtěli ostrov podruhé kolonizovat Francouzi. Imerina ve snaze tomu zabránit začala úzce spolupracovat s Brity. Britští protestantští misionáři pak silně ovlivnili kulturu a školství země. Na konci 19. století imerinský královský dvůr přijal křesťanství. Ovšem záhy byl ostrov obsazen Francouzi, kteří zde zavedli dosti tvrdou koloniální správu. Velké povstání proti nim vypuklo roku 1896 a pak znovu roku 1947. Nakonec Francouzi v roce 1958 nabídli Madagaskaru nezávislost. Ta byla potvrzena v referendu a vyhlášena v roce 1960. Prvním prezidentem byl zvolen Philibert Tsiranana.
Poklidný, byť ne zcela demokratický rozvoj skončil roku 1972, kdy generál Ramanantsoa provedl vojenský převrat. Země se pak propadla do chaosu, v němž se nejlépe zorientoval komunista Didier Ratsiraka, který z Madagaskaru vytvořil stát podle sovětského vzoru. Ten padl na začátku 90. let kvůli obrovským ekonomickým problémům i v souvislosti s pádem komunismu v Evropě a rozpadem Sovětského svazu. Sám Ratsiraka pak zemi geopoliticky navázal znovu na Francii a obnovil demokracii. V roce 2009 se však zhroutila po vojenském puči ve prospěch Andry Rajoeliny, který vládl až do roku 2014. Toho roku byla demokracie obnovena, země však čelí mnoha problémům, zvláště hospodářským.

## Prehistorie
Ostrov Madagaskar byl oproti jiným africkým územím dlouho neobydlen. Nebyly nalezeny stopy po žádné kultuře lovců a sběračů nebo po neolitických kulturách. Nejstarší lidské osídlení archeologové umisťují na počátek našeho letopočtu. Předpokládá se, že první osadníci připluli z Indonésie, proto je Madagaskar nejen geograficky, ale i kulturně poněkud vyčleněn z afrických tradic. První osadníci již přivezli poměrně vyspělou kulturu – zemědělství, železné nástroje, vyspělou mořeplavbu apod. Zpočátku se drželi hlavně při pobřeží. Kulturně se napojili na svět Indického oceánu spíše než na nedaleký africký kontinent – k nejvýznamnějším kontaktním centrům patřil přístav Mahilaka, založený ve 12. století. Archeologové zde objevili mnoho předmětů z Indie, jihovýchodní Asie či Perského zálivu. V arabských písemných pramenech se o ostrově psalo jako o Měsíčním ostrově. Zemědělské zázemí přístavu obehnaného mocnými hradbami sahalo zhruba 50 kilometrů za město. Na přelomu 14. a 15. století význam přístavu upadl, přesunul se k jiným městům na pobřeží.

## Pokusy o evropskou kolonizaci

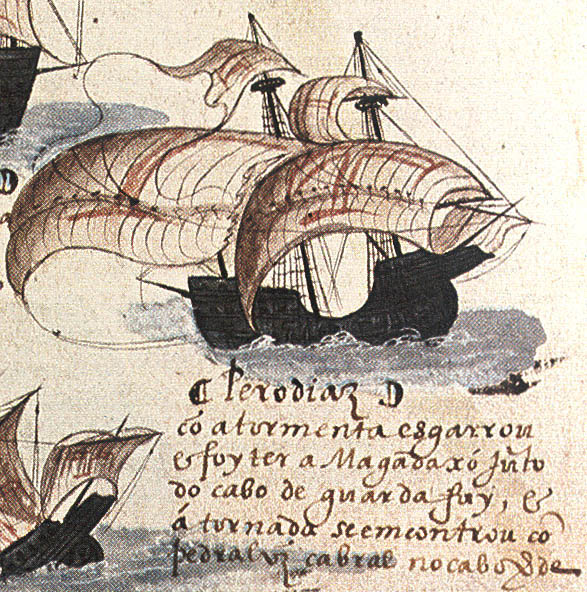
Loď Diogo Diase, kresba v Memória das Armadas

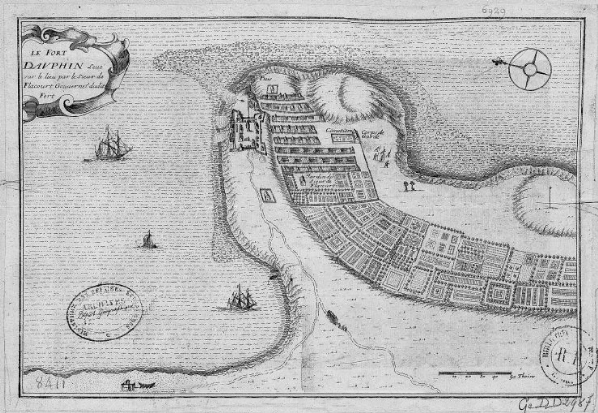
Mapa pevnosti Fort Dauphin z roku 1650

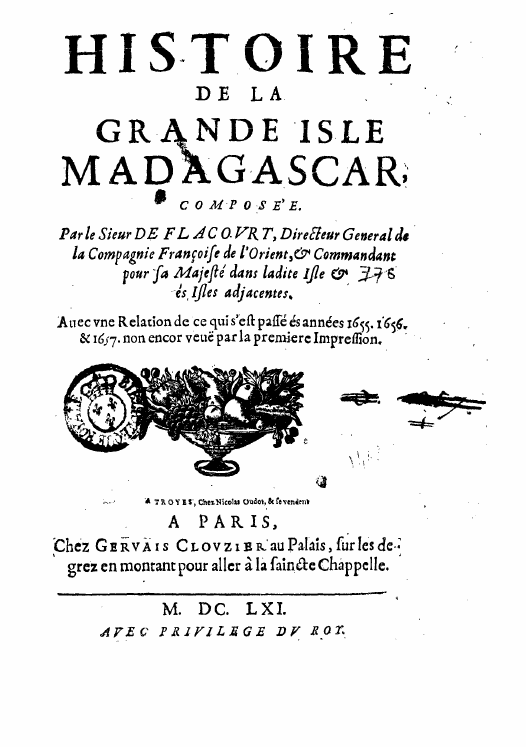
Flacourtův spis o Madagaskaru, první vydání z roku 1661

O Madagaskaru prvně v Evropě psal Marco Polo ve svém slavném cestopise, ovšem jen z doslechu. Prvním Evropanem, který skutečně spatřil břehy Madagaskaru, byl roku 1500 Portugalec Diogo Dias. Zahnala ho k nim bouře, jež zastihla druhou portugalskou výpravu do Indie u mysu Dobré naděje. Dias ostrov pojmenoval São Lourenço. Tento pojem se užíval až do 17. století. Portugalci ovšem ostrov nekolonizovali, nezdál se jim k tomu vhodný a obyvatelstvo bylo spíše nepřátelské. Několik portugalských výprav se na ostrově vylodilo i proniklo do vnitrozemí, ale většinou se staly obětí konfliktu s domorodci nebo nemocí.
Koncem 16. století začali u břehů ostrova přistávat Britové a Nizozemci. Roku 1645 se pokusili Britové založit první osadu v Zálivu sv. Augustina. Stočtyřiceti kolonistům velel John Smart, avšak po roce kolonisté, zdecimováni útoky Malgašů, ostrov opustili, přičemž jich zbylo jen deset. Podobně dopadl další kolonizační pokus pod velením Roberta Hunta na ostrově Nosy Be.
Nejúspěšnějšími z Evropanů byli nakonec Francouzi, konkrétně výprava vedená Jacquesem Pronisem (oficiálně ji neorganizovala francouzská koruna, ale společnost Societé Française de l’Orient). Pronisova výprava vystavěla pevnost Fort Dauphin. Ta se brzy stala centrem obchodu s ebenem a včelím voskem. Štěstí měla i na domorodce, kteří žili v okolí. Byli to Antanosyové, z nichž mnozí byli potomky ztroskotaných Portugalců, a náčelník Dian Ramaka dokonce mluvil portugalsky. Pronis se oženil s Dian Ramakovou neteří, aby utužil vztahy. Ty se však nakonec stejně zhoršily a domorodci se roku 1646 vzbouřili a Pronise uvěznili. Osvobodila ho až další francouzská výprava, načež Pronis dvanáct rebelů odeslal do vyhnanství na Réunionu a z dalších 73 udělal otroky, které prodal na Mauriciu – utrženou částku použil jako odměnu kapitánovi, který ho osvobodil. Od té doby byly vztahy s místními ještě horší.
Zlepšení vztahů měl přinést nový kolonista vyslaný francouzskou korunou, Étienne de Flacourt, který dorazil roku 1648 a ujal se řízení mise. Vztahy s domorodci se mu však zlepšit nepodařilo. Nouze, v níž se Fort Dauphin ocitl, ho donutila lovit i domorodý dobytek, což vedlo k další válce s Dian Ramakou. Ta stála Ramaku život. Flacourt marně čekal na pomoc z Francie. Když roku 1654 domovská země poslala na pomoc jen dva misionáře a Pronise, Flacourt se znechucen vrátil do Francie. Napsal pak ovšem dvě významná díla: Historie velkého ostrova Madagaskar je velice cenná pro biology a etnografy, neboť podrobně popisuje faunu i flóru ostrova, ale také obyvatelstvo, jeho zvyky a náboženství. Druhá kniha, Vyprávění o velkém ostrově Madagaskar, je pak významným historiografickým pramenem, vypráví dějiny francouzského kolonizačního úsilí. Flacourt se na Madagaskar vypravil roku 1660 znovu, ale jeho loď přepadli a nakonec potopili piráti. Flacourt při tom zahynul.
Pronis mezitím na Fort Dauphinu zahynul také. Pevnost ovládl chaos. Vypukly násilnosti, během nichž Francouzi popravili řadu malgašských náčelníků, včetně syna Diana Ramaky.
Roku 1664 právo na Madagaskar ve Francii získala Východoindická společnost, ale ani ona neuspěla a doporučila králi Ludvíku XIV. soustředit se na Indii. Ten, okouzlen Flacourtovými knihami, se však exotického ostrova nechtěl vzdát. Kolonizace se tak ujala sama koruna. Pohořela kuriózním způsobem – král sebral ve francouzských sirotčincích mladé dívky a poslal je na Réunion jako nevěsty pro kolonisty. Tato loď však ztroskotala u madagaskarských břehů. Mladé dívky uprosily velitele výpravy, aby se mohly vdát na Madagaskaru a nemusely tak pokračovat ve strastiplné cestě. To však vzbudilo žárlivost a nenávist malgašských žen, s nimiž Francouzi v té době vesměs žili. Malgašky to pochopily tak, že bílí muži teď, když mají bílé ženy, je zapudí a zradily Francouze tím, že umožnily domorodým rebelům proniknout do pevnosti a napadnout Francouze nečekaně během jedné svatební hostiny. 27. srpna 1674 se tak odehrál masakr, během něhož zahynula polovina Francouzů na Madagaskaru. Druhá půlka chtěla okamžitě pryč. Spálila pevnost, nasedla na loď, která právě dorazila, a přinutila kapitána se nevylodit a ihned se vrátit do Francie. Tím francouzský kolonizační pokus po pouhých třiceti letech skončil. Nikoli však bez následků. Když se po 250 letech začala hrát nová kolonizační hra o Afriku, vznesli Francouzi nárok na Madagaskar právě na základě tohoto třicetiletého dobrodružství a ruin Fort Dauphinu.

## Sakalavská království
V době, kdy probíhal francouzský kolonizační pokus, dospělo obyvatelstvo ostrova ke schopnosti založit větší nadkmenový celek. Stalo se jím tzv. Sakalavské království (název je odvozen od řeky Sakalavy, malého přítoku Mangoky), někdy zvané též Menabe. Nejsilnějším útvarem na ostrově bylo v 17.–18. století. Kořeny říše byly na jihozápadě Madagaskaru. První dynastie se nazývala Maroserana, zmínky o ní pocházejí již z poloviny 16. století. Prvním významnějším panovníkem byl na počátku 17. století Andriamisara, opravdu významné postavení však získal až jeho syn zvaný obvykle Lahifotsy, který dobyl rozsáhlá území na sever od řeky Fiherenany. O něm máme dostatek informací díky tomu, že ho roku 1671 navštívil jeden z francouzských obchodníků z Fort Dauphinu. Podle jeho údajů měla Lahifotsyho armáda tehdy 12 000 vojáků a vlastnila i řadu pušek s křesadlovým zámkem. Lahifotsy prý také disponoval 126 000 kusy dobytka. Jeho syn a následník Ratsimonongarivo byl ještě mocnější, neboť získal zbraně od pirátů a obchodníků s otroky.
Jeden z Ratsimonongarivových bratrů, Andriamandisoarivo, se však nechtěl smířit s bratrovým postavením a král ho musel vyhnat na sever ostrova. Andriamandisoarivo zde založil jiný významný stát, který nazval Boina, s hlavním městem Masselage v zálivu Mahajamba. V roce Andriamandisoarivovy smrti (asi 1710) byl jeho stát již téměř stejně mocný jako Menabe. Sakalavská dynastie, ač v podobě dvou znepřátelených států, tak Madagaskar na počátku 18. století většinově ovládla. Menabe a Boina, vzhledem ke společnému původu panovníků, jsou někdy označovány jako sakalavské státy.

## Betsimisarakové, piráti a Imerina

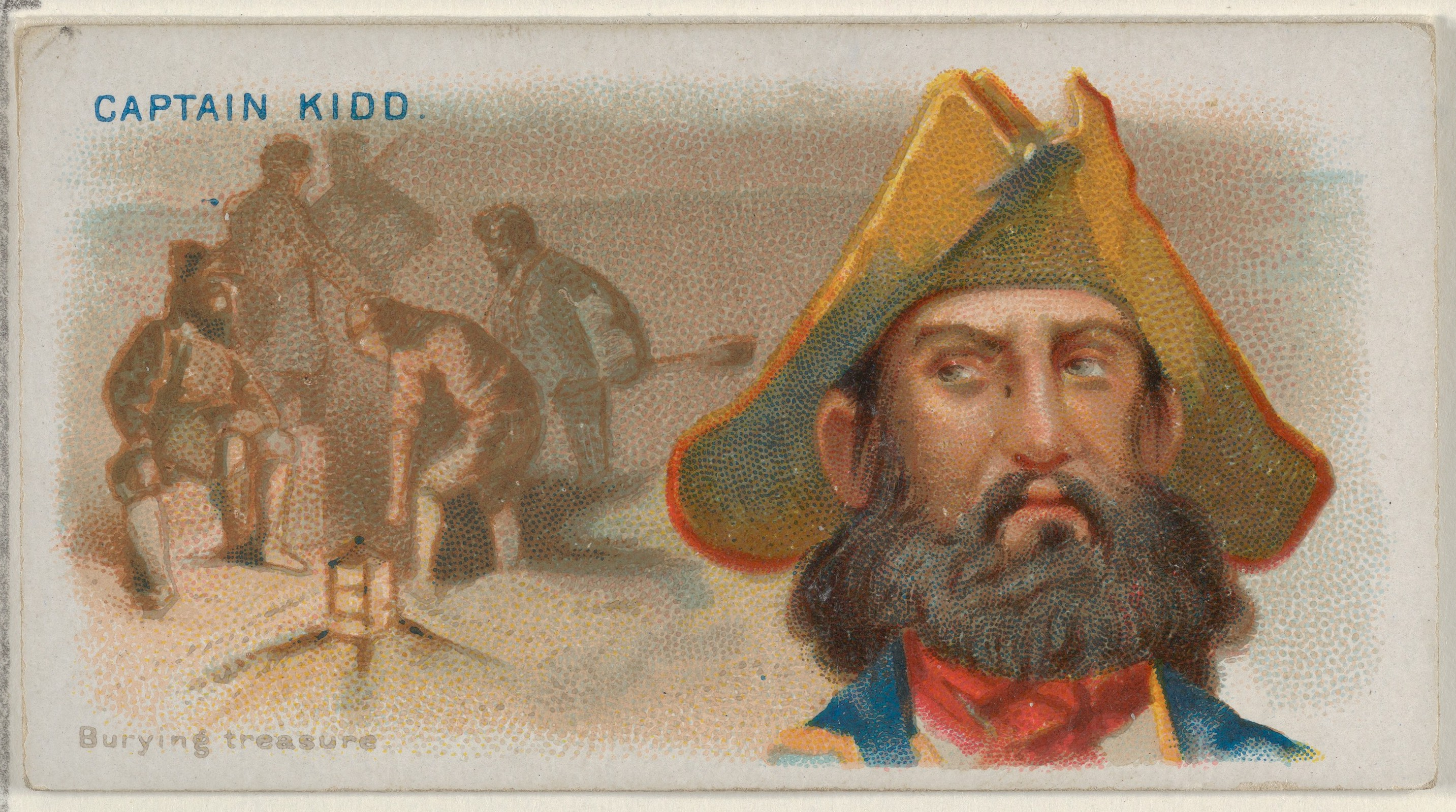
Pirát Kapitán Kid, malba z roku 1888

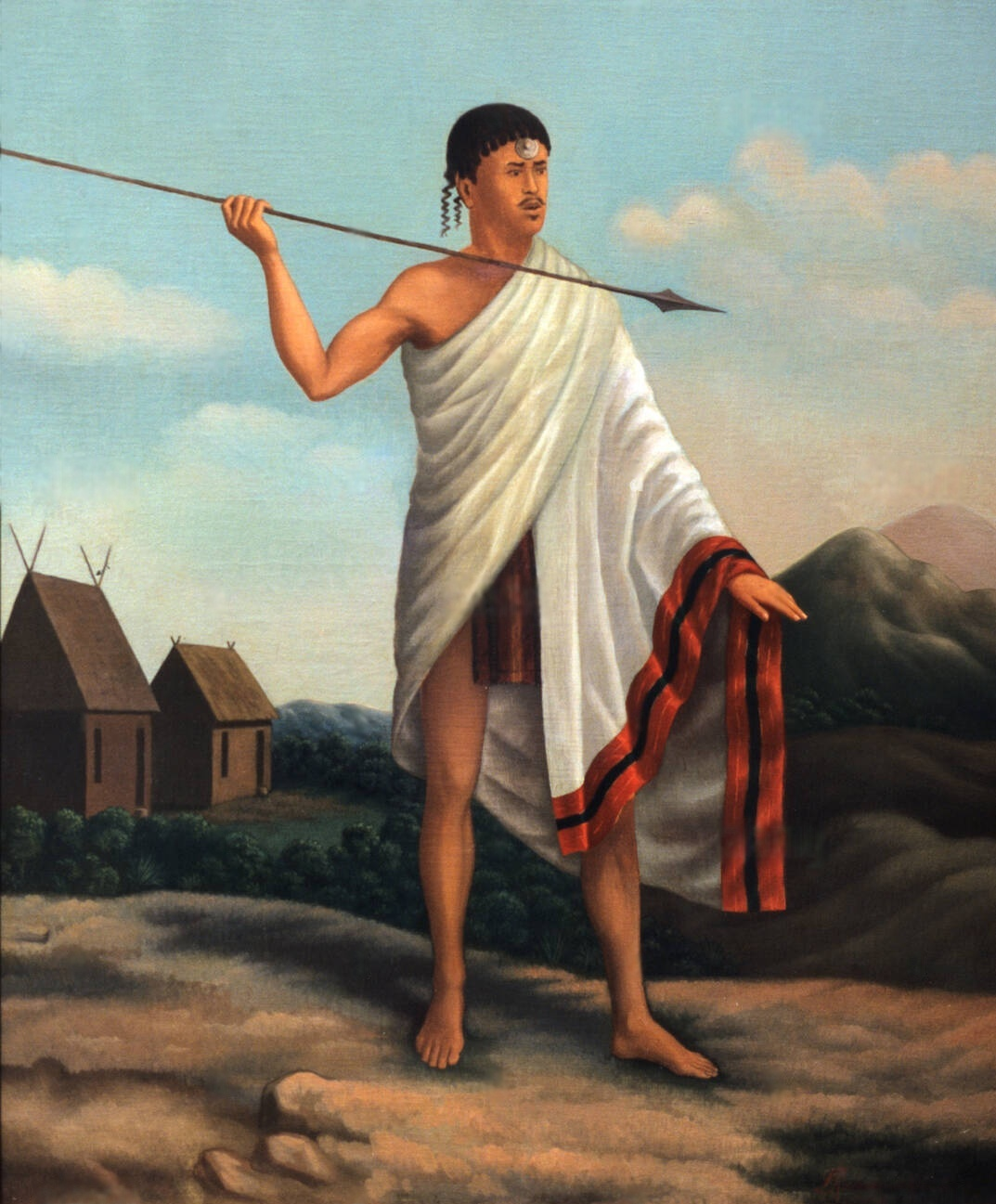
Král Andrianampoinimerina

Sakalavové však neovládli v 17. a 18. století ostrov zcela. Na jihu vytvořili menší jednotky Arabové. Sakalavům se však nepodařilo ovládnout především obtížně přístupný severovýchod obývaný tzv. Betsimisaraky (jde o pozdější termín značící v překladu "nerozdělitelní"). Ti žili dlouho v klanové společnosti, ale tlak velkých říší z jihu je přinutil se sjednotit, klíčovou úlohu v tom sehrál vůdce Ratsimilaho, který si později přidělil jméno Ramaromanompo. Sakalovové a Betsimisarakové jsou dodnes největšími etniky Madagaskaru. Ramaromanompo se nakonec politicky spojil s Boinou, jejíž vliv ovšem po jeho smrti převládl.
Velkou roli v 17. a 18. století sehrávali ovšem také piráti. Vzhledem k tomu, že se neprosadily na ostrově evropské koloniální říše a pro domorodce znamenali piráti spíše zajímavé obchodní partnery, stal se Madagaskar jejich útočištěm a baštou, byť ne tak proslulou jako Karibik. Ostrov Sv. Marie byl v 17. a 18. století největší pirátskou pevností na světě. Nejslavnějšími madagaskarskými piráty byli kapitán Avery a kapitán Kid (díky vyprávění Daniela Defoea). Ke známým jménům patří též John Bowen, Thomas White, Edward England a kapitán Taylor (většinou původně Angličané). Piráti se na Madagaskaru i usazovali a brali si malgašské ženy. Z jejich potomků se dokonce vyvinul klan, jemuž Malgaši říkají Malatové (což v podstatě značí „míšenci“). Malatem byl i Ratsimilaho. Piráty na Madagaskaru nakonec rozdrtila britská Východoindická společnost, zejména výprava vedená kapitánem Thomasem Mathewsem.
Dalším neovládnutým územím bylo království Imerina (později též často zvané Merina) uprostřed ostrova (jeho kořeny snad měly sahat až do 13. století). Dlouho šlo o dosti malé území, proslulé hlavně svými rýžovišti, ale na počátku 17. století ho zvětšil a upevnil až do podoby skutečného státu panovník Ralambo. Jeho syn Andrianjak (vládl 1610–1630) založil nové hlavní město Antananarivo, které se nakonec stalo hlavním městem celého Madagaskaru. Duchovním a náboženským centrem však zůstávala Ambohimanga.
Království se později rozpadlo na čtyři části, z nichž tři dobyla Boina. Jedna část si ale udržela samostatnost. Jejím vládcem se roku 1783 stal Andrianampoinimerina (zkráceně nazývaný též Nampoina). Ten se stal zcela mimořádnou osobností. Nejenže znovudobyl původní území Imeriny, ale ze Sakalavů nakonec učinil své vazaly. Tím de facto sjednotil takřka celý Madagaskar. Malgašové ho proto dnes nazývají „otec vlasti“. Vládl zcela absolutisticky, ale založil zvláštní instituci zvanou kabara. Šlo o veřejná shromáždění, kde občané mohli „interpelovat“ svého panovníka. Nampoina sice těchto názorů takřka nikdy nedbal, nicméně vznikla takto pozoruhodná madagaskarská řečnická tradice. Král zřídil i jakousi šlechtickou radu, která měla značné slovo v otázkách finančních. Nechal sepsat i trestní zákoník. Na Madagaskaru je jeho postava v současnosti až legendarizována, je dokonce symbolem ochrany životního prostředí – skutečností je, že byl nepřítelem žďáření. Jeho syn Radama pokračoval v rozvoji. Jeho hlavním rozhodnutím bylo otevřít Madagaskar Evropanům.

## Příchod Britů

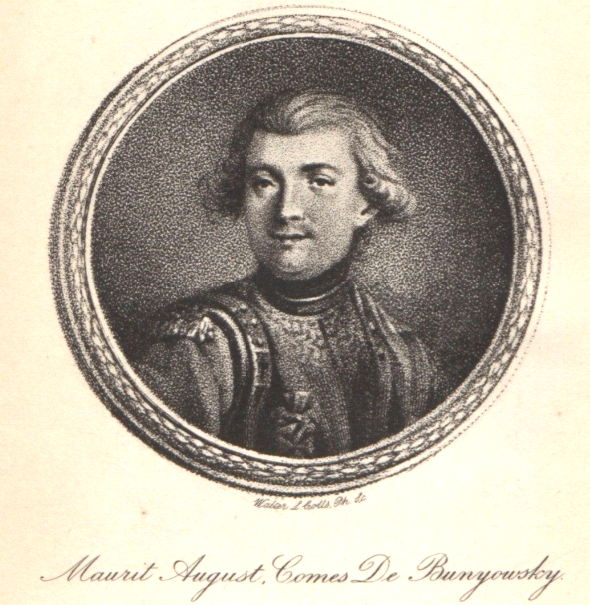
Móric Beňovský

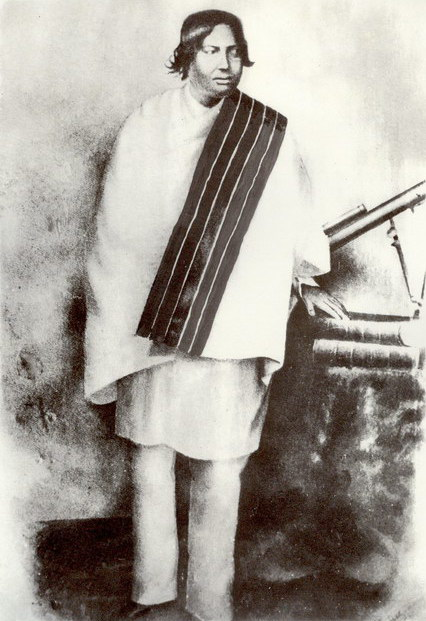
Premiér Rainivoninahitriniony

Těmi Evropany, s nimiž si Radama rozuměl, byli Britové. Ještě před nimi se ovšem vrátili Francouzi. Na počátku druhého francouzského kolonizačního pokusu byl slovenský dobrodruh Móric Beňovský. Právě on přesvědčil francouzského krále k uspořádání nové výpravy, kterou pak sám vedl. Roku 1774 Beňovský skutečně přistál v zálivu Antongila. Postavil zde osadu Louisbourg. Za půl roku do Paříže nahlásil, že Louisbourg je prosperujícím městem a že se mu podařilo ovládnout celý Madagaskar. Dva inspektoři vyslaní korunou roku 1776 však objevili zcela jiný obrázek – „město“ Louisbourg značilo jen několik chatrčí, 300 kolonistů trpělo nemocemi a moc Beňovského dosahovala pár sáhů za osadu, odkud vyhnal všechny domorodce, takže neměl s kým obchodovat. Francouzi pak Beňovského jako hochštaplera vyhodili ze svých služeb. Ten pak cestoval po evropských dvorech a nabízel své služby kolonizátora Madagaskaru. Zlá pověst ho vždy dohnala, ale utekl jí ve Spojených státech, které stály na počátku své nezávislé existence. Roku 1785 se Beňovský vrátil na Madagaskar, aby ho vyrval z rukou Francouzů ve prospěch USA. Francouzi Beňovského zabili roku 1786.
Vládci Meriny Radamovi se však Francouzi nelíbili, ani když Beňovského vystřídali zdatnější kolonizátoři. Aby se jejich tlaku ubránil, začal spolupracovat s Brity. V roce 1820 Radama s Brity uzavřel smlouvu. Za čtyři roky této spolupráce Radama, zejména díky britským zbraním, ovládl takřka celý Madagaskar a vytlačil Francouze. Britové však trvali na umožnění činnosti křesťanských anglikánských misionářů. Ti ovlivnili madagaskarskou kulturu dalekosáhle. Především založili madagaskarské školství. Radama první školu nechal postavit hned vedle královského paláce a k prvním třem žákům patřil i jeho syn a následník trůnu. Brzy bylo žáků více a od počátku byly vzdělávány i dívky. Vyučování probíhalo v angličtině a pozoruhodně úspěšně. Proslulou se stala poznámka jednoho z misionářů, kterou si zapsal do svého deníku, že „lidé jsou tu mnohem přístupnější civilizaci než mnohý obyvatel Walesu“. Přesto se roku 1824 misionáři rozhodli pro revoluční změnu – namísto angličtiny začali vyučovat v malgaštině. To způsobilo příval nových žáků. Pomáhal i král, který osobně dělal nábor. Protože učitelů nebylo dost, vymysleli misionáři systém, že starší žáci začali vyučovat mladší, což skvěle fungovalo. Ve stejném roce založili misionáři kolej v Andohalo, kde školili budoucí místní učitele. Ti pak vyráželi do celé země zakládat nové školy.
Dalším významným počinem anglikánských misionářů byla kodifikace spisovné malgaštiny (základem se stal její hovský dialekt, typický pro střed ostrova). Misionáři přitom přesvědčili krále Radamu, aby svolil k přechodu od arabského písma na latinku.
K čemu Radamu ovšem misionáři nikdy nepřesvědčili, bylo přijetí křesťanství. Známá historka praví, že v příběhu o Ježíšovi ho zaujalo jen ukřižování jako zajímavý způsob popravy. K pokusům evangelizovat místní obyvatelstvo byl shovívavý. Nebránil v něm, ale nevěřil, že se místní zřeknou staré víry a neviděl v tom ani smysl. Po jeho smrti roku 1828 ovšem éra shovívavosti skončila. To když na trůn nastoupila Radamova žena, jež zvolila královské jméno Ranavalona. Ta křesťanství nenáviděla a začala ho aktivně pronásledovat. V celém evropském vlivu viděla velké nebezpečí. Mnoho Evropanů také z ostrova vyhnala. Její dlouhá vláda skončila až roku 1861. Její nástupce Radama II. byl velmi brzy zavražděn. Na trůn pak nastoupila jeho manželka (a shodou okolností též sestřenice) Rasoherina. Ta učinila pozoruhodný tah, který silně ovlivnil madagaskarské dějiny. Vzala si za manžele předsedu vlády Rainilaiarivonyho. Ten tak nejen získal mimořádný vliv a stal se faktickým vládcem země, ale také konvertoval ke křesťanství a stal se protestantem. Svou manželku sice ke konverzi nepřesvědčil, ale její nástupnici na trůně Ranavalonu II. již ano. Stejně tak ji přesvědčil ke sňatku s ním. Královnina konverze pak spustila řadu změn v armádě, v zákonodárství a vůbec v celém uspořádání společnosti. Jejich organizátorem byl Rainilaiarivony, který se stal manželem i další královny, Ranavalony III. Dvůr byl zcela europeizován, chodilo se v evropských šatech, oblíben byl tenis, špičkové bylo školství a zdravotnictví. Na konci 19. století neexistoval v Africe více evropský stát než Merina.
Poklidný rozvoj nového křesťanského království však narušili Francouzi. Již roku 1890 Británie uznala francouzský nárok na Madagaskar, výměnou za uznání britského nároku na Zanzibar. Informace o této dohodě na Madagaskaru způsobila šok, nikoli nepodobný šoku z Mnichovské dohody v Československu roku 1938. Hněv na Brity se obracel zvláště na premiéra Rainilaiarivonyho a země se pozvolna propadala do rozvratu. Francouzi ho ukončili roku 1894 invazí.

## Francouzská nadvláda

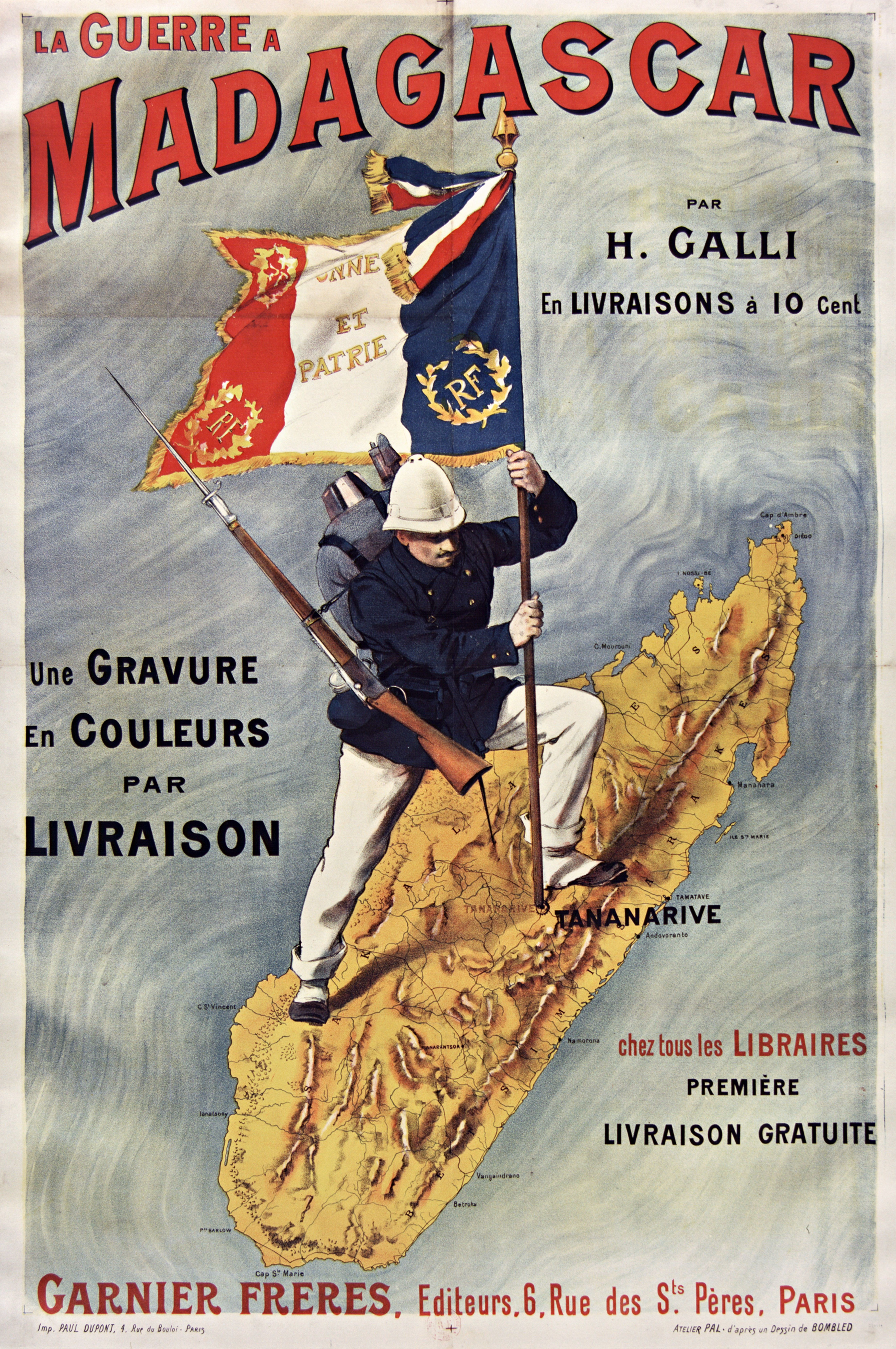
Plakát oslavující francouzské dobytí Madagaskaru

Invaze, vedená Jacquesem Duchesnem, začala obsazením Tamatave (Toamasiny) 12. prosince 1894. Roku 1895 přepadli Francouzi hlavní město a 30. září sesadili královnu z trůnu. Rainilaiarivony byl vyhnán a po roce v exilu zemřel. Zoufalá obrana Malgašů, chování Francouzů a celý charakter kolonizace, který se v tomto případě nemohl zaštiťovat „šířením civilizace“, měly ovšem svědky – anglické misionáře a novináře z The Times a The Daily Telegraph. Jejich zprávy zasílané do Evropy probouzely britské i evropské svědomí.
Francouzi v bojích ztratili pouze 20 mužů. Šest tisíc (třetina celé vojenské výpravy) jich však záhy zemřelo na malárii.
Duchesne vyhlásil v Madagaskaru francouzský protektorát. Malgaši, zprvu demoralizovaní snadným francouzským vítězstvím, se však brzy postavili na odpor. Již v listopadu 1895 vypuklo první povstání. Přesto se Francouzi rozhodli roku 1896 vojenského správce odvolat a nastolit civilní správu. Bylo to zjevně předčasné. V březnu 1896 vypuklo další mohutné povstání, souběžně na severu a jihu Meriny. Povstalci si říkali „menalamba“ (červené rubáše). Francouzi brutálně zasáhli. Vypalovali "povstalecké" vesnice a ničili rýžoviště v jejich okolí. Tím jen naháněli další a další vesničany do řad rebelů. Partyzáni brzy kontrolovali obrovské oblasti a Antananarivo se stalo de facto obleženým městem. Francouzi reagovali ještě většími represemi, zrušením protektorátu a vyhlášením klasické koloniální vlády (6. srpna 1896). Královna byl sesazena a musela roku 1897 odejít na Réunion, později byla převezena do Alžírska, kde roku 1917 zemřela. Monarchie byla vůbec zrušena, stejně jako premiérský post. Tvrdý kurs nakonec uspěl a Francouzi dobyli nejen celou Merinu, ale i oblasti Madagaskaru, které toto království nikdy neovládalo. Jako první tak celý ostrov sjednotili do jednoho státního celku.
Francouzi pak zahájili tradiční modernizační projekty (telegraf, pošta, silnice, železnice), ale jimi řízená ekonomika skomírala, neboť jediné zboží, které volně mohlo na ostrov přicházet, bylo francouzské, ostatnímu obchodu Francouzi vystavěli bariéry vysokými cly.

## Cesta k nezávislosti

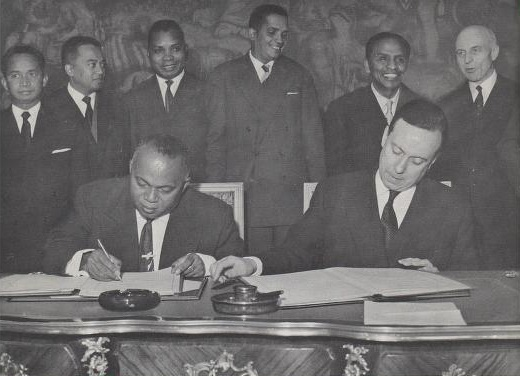
Philibert Tsiranana a Michel Debré podepisují dohodu o nezávislosti Madagaskaru

Většina francouzského personálu na Madagaskaru se po porážce Francie Němci roku 1940 postavila na stranu generála De Gaulla. Dalo se tedy očekávat, že na Madagaskar zaútočí němečtí spojenci Japonci (pochopitelně i z důvodů strategických). Britský premiér Winston Churchill se tomu rozhodl předejít a s de Gaullovým souhlasem 5. května 1942 nechal Madagaskar obsadit britskými jednotkami, které si rychle poradily s malou francouzskou posádkou věrnou kolaborantské vládě ve Vichy. Gaullovské síly v jiných částech ostrova naopak Britům připravili již noc před invazí půdu a zajali nespolehlivé lidi. V září britská armáda vstoupila do Antananariva, nadšeně vítaná obyvatelstvem. Slibovalo si totiž návrat dobrých britských časů, ale to se spletlo. Po válce Madagaskar Britové dle dohod znovu předali Francouzům.
Návrat Francouzů Malgaše rozlítil. 29. března 1947 vypuklo protifrancouzské povstání. Guvernér Pierre de Chevigné nasadil vojenské posily ze západní Afriky a povstání utopil v krvi. Poslední rebelové se vzdali v březnu 1949. Výsledkem povstání bylo jen 90 000 mrtvých. Existovaly ale i umírněné síly usilující o nezávislost. Především Parti des Désherités de Madagascar neboli Strana madagaskarských vyděděnců založená roku 1946 a vedená Philibertem Tsirananou.
Nakonec nezávislost přišla z Francie. De Gaulle navrhl novou ústavu, v níž zámořská území získávala podobný status jako území britského Commonwealthu, pokud si o něj občané řeknou v referendu. Na Madagaskaru se konalo 28. září 1958. 77 % voličů se vyslovilo pro samostatnost. Byla ustavena prozatímní vláda, v jejím čele stanul Tsiranana. 28. dubna 1959 Národní shromáždění Madagaskaru odhlasovalo ústavu, která ukotvila prezidentský systém, v němž prezident je hlavou státu i řídí vládu. 1. května 1959 shromáždění jednomyslně zvolilo prezidentem Philiberta Tsirananu. 26. června 1960 byla nezávislost slavnostně vyhlášena.

## Nezávislost

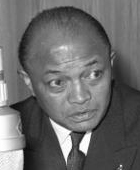
Generál Gabriel Ramanantsoa

Madagaskar prožil v prvních deseti letech své nezávislé existence "zlaté časy", pod vedením prezidenta Tsiranany a jeho strany, která se přejmenovala na sociální demokracii. Éra stability a rozkvětu ostře kontrastovala se situací v mnoha jiných afrických zemích, které v té době získaly nezávislost. Ostrovní izolace Madagaskar uchránila i od válečných konfliktů, které mezi řadou afrických zemí vypukly. Jediné napětí vznikalo mezi středozemci (Merinci) a lidmi z pobřeží (côtiers). Režim byl v zásadě Tsirananovou diktaturou, ale opozici bylo umožněno fungovat, tisk byl svobodný, existovalo právo shromažďování a zajištěna byla i svoboda náboženská.
Zhruba po deseti letech začala ve společnosti růst nespokojenost. Měnou byl francouzský frank, což udrželo značný francouzský vliv na ekonomiku, a to budilo u obyvatelstva pocit, že Tsiranana je jen francouzská loutka. Velkou kritiku budila také všeprostupující korupce. Roku 1972 prezidenta svrhl šéf armády, generál Ramanantsoa. Jeho puč ovšem probíhal v součinnosti s lidovým povstáním, což mu zpočátku propůjčilo značnou legitimitu, zvlášť když mnoho Francouzů vypověděl ze země (nakonec bylo dokonce zrušeno velvyslanectví). To však nebudilo nadšení u všech obyvatel. Zatímco středozemci (Merinci) odchod Francouzů vítali, příbřežní obyvatelé (côtiers), zejména studenti, vnímali, že jsou Francouzi nahrazováni na školách a ve významných funkcích Merinci a chápali celý puč jako snahu Merinců ovládnout celý ostrov. Merinci sebou navíc přinášeli malgaštinu, jejíž spisovná verze byla kdysi ustavena podle centrálních nářečí, takže příbřežní se začali stávat se svými nářečími "lidmi z periferie", zatímco při užívání francouzštiny si byli se středozemci rovni. Studenti na pobřeží tak začali v roce 1972 stávkovat proti "malgašizaci". Ramanantsoa v reakci 26. června 1972 vyhlásil výjimečný stav. V referendu si pak nechal potvrdit absolutní moc na pět let. Roku 1973 se Madagaskar zřekl francouzského franku a zavedl vlastní měnu.

## Socialismus

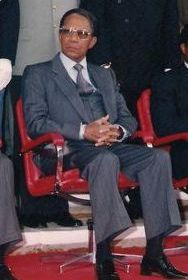
Didier Ratsiraka

Jenže v letech 1974–1975 vypukly nové nepokoje v celé zemi. Z chaosu nakonec vyšel jako nejsilnější ministr zahraničí Didier Ratsiraka, velký ctitel komunismu. Ratsiraka také rychle zavedl sovětský režim a zemi přejmenoval na Demokratickou republiku Madagaskar. Sám se stal prezidentem Nejvyšší rady revoluce, jež byla obdobou sovětského politbyra. Ratsiraka zahájil rozsáhlé znárodňování a své myšlenky shrnul, po Maově vzoru, do tzv. Malé rudé knížky. Roku 1976 založil novou stranu Předvoj malgašské revoluce, jejímž generálním tajemníkem se stal. Stala se hlavní silou Národní fronty (šlo o velmi podobný systém jako v socialistickém Československu). Roku 1977 Ratsiraka zahájil mohutnou socialistickou transformaci společnosti. Za tři roky budování socialismu byla země v troskách. Deficit státního rozpočtu činil 40 % HDP, inflace činila 27 %. Největším problémem byl zahraniční dluh, který přesáhl miliardu dolarů. Ratsiraka roku 1981 ohlásil, že není schopen dluhy dále splácet a požádal o pomoc Mezinárodní měnový fond. Ten pomohl, ale žádal změny. Ty Ratsiraka ve jménu čistoty socialismu odmítal. Roku 1985 tak státní dluh dosáhl již 2,6 miliardy dolarů, což bylo víc než celý HDP Madagaskaru. Malgašský frank musel být devalvován, ceny potravin rostly čtyřikrát rychleji než platy. Výsledkem byl černý trh s potravinami, spousta nezaměstnaných a bezdomovců a nárůst kriminality.
Ratsiraka cítil, že v této situaci, umocněné rozpadem sovětského bloku, má opozice velkou šanci. Rozhodl se předejít jejímu sjednocení a na rok 1989 vyhlásil prezidentské volby, kde opozici umožnil účast. Taktika mu vyšla a Ratsiraka byl zvolen většinou 62 % hlasů na sedmileté období. Nicméně zrušil systém Národní fronty. Socialismus tak de facto v průběhu roku 1990 skončil, ačkoli v čele země stál nadále přesvědčený komunista (viz též Demokratizace Madagaskaru).

## Demokracie

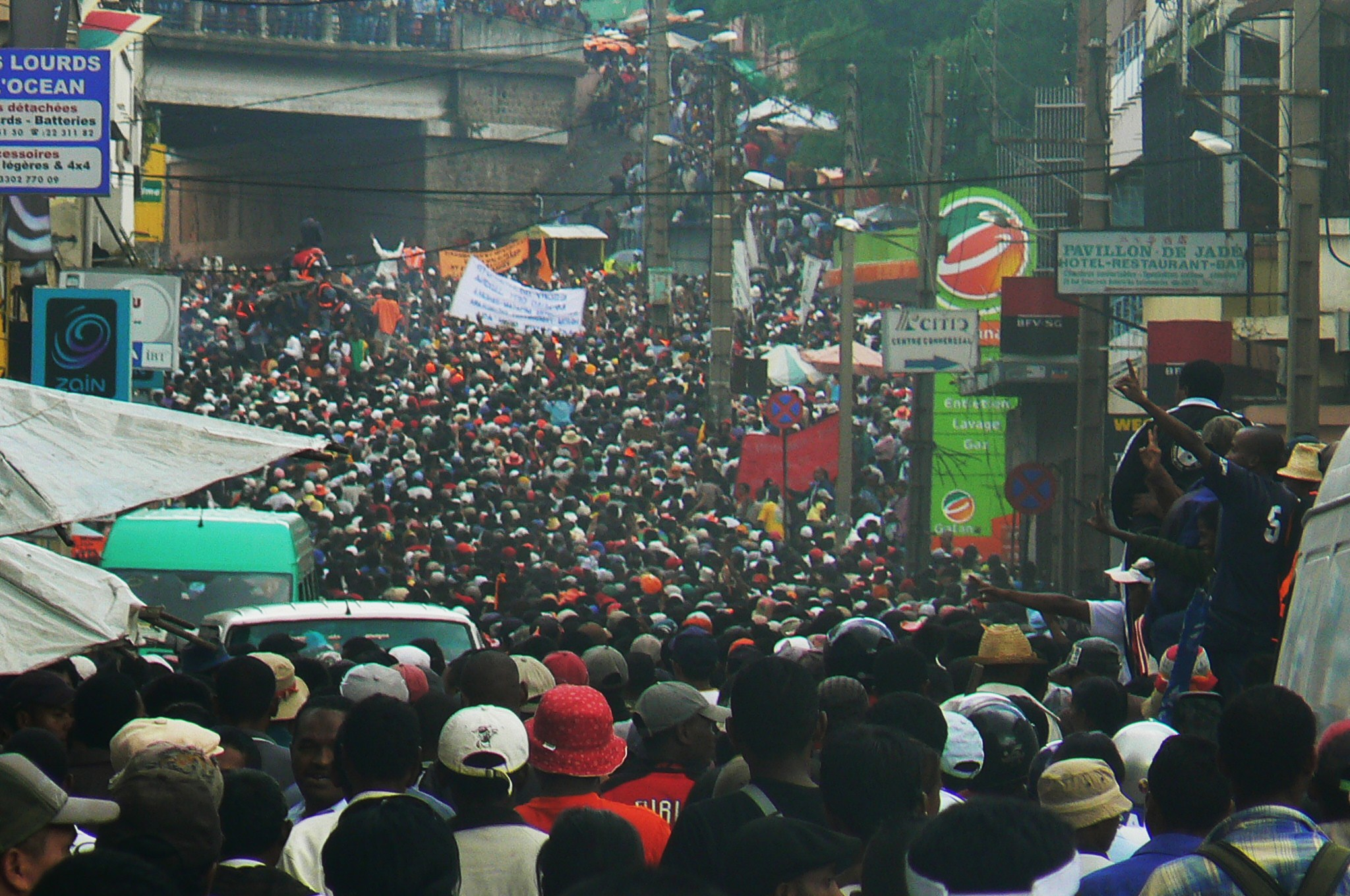
Protesty z roku 2009, které skončily vojenským převratem

Po rozpadu Sovětského svazu Ratsiraka změnil nakonec i geopolitickou orientaci. Zvolil tradičního partnera – Francii. V červnu 1990 přijel na návštěvu francouzský prezident François Mitterrand a manifestačně vymazal madagaskarský dluh Francii. Ratsiraka na oplátku slíbil finanční reparace francouzským firmám, které on sám před lety znárodnil. Francouzské vojenské námořnictvo také začalo znovu využívat madagaskarský přístav v Antsiranana.
Ratsiraka nakonec celých sedm let nevládl. Po mnoha nepokojích a zmatcích byly vyhlášeny nové volby již na rok 1993. V nich zvítězil Albert Zafy, Ratsiraka odešel do exilu. Již v červnu 1996 byl však prezident Zafy sesazen Národním shromážděním za zneužívání moci. Byly vypsány nové volby a v nich zvítězil starý známý – Didier Ratsiraka, který se vrátil z exilu. Dosáhl poté i solidních úspěchů ekonomických, ovšem v roce 2002 prohrál ve volbách s oblíbeným podnikatelem a starostou Antananarivy Marcem Ravalomananaem. Ten především lákal zahraniční investory a privatizoval státní firmy. Velký důraz položil též na zvětšení rozlohy národních parků, které nově zabraly až 10 procent území. Důvody nebyly jen ekologické, Ravalomanana věděl, že chráněná africká příroda bude magnetem pro turisty. Jako i jiní podnikatelé u moci brzy čelil kritice za střet zájmů a zvýhodňování svého koncernu TIKO, přesto ho občané zvolili prezidentem i podruhé, v roce 2006.
V roce 2009 začaly v hlavním městě protivládní demonstrace, které vedl nový starosta hlavního města a mediální magnát Andry Rajoelina. Po dvouměsíčních nepokojích Rajoelina získal na svou stranu armádu, a ta 16. března provedla státní převrat v Rajoelinův prospěch. To vyvolalo silnou mezinárodní kritiku – Africké unie, Spojených států i Francie. Všechny tyto síly také zastavily svou humanitární pomoc, z níž bylo hrazeno 70 procent všech státních výdajů. Ravalomanana uprchl do Svazijska. Hlásal, že se vrátí na Madagaskar a bude usilovat o nové volby. Mezitím ho však madagaskarský soud v nepřítomnosti odsoudil ke čtyřem letům vězení, a tak si nakonec vrátit netroufl. Chvilku to vypadalo, že Rajoelina bude nakloněn kompromisu (schůzka čtyř bývalých madagaskarských prezidentů v mosambickém Maputu), ale žádné dohody nedodržel a vládl sám až do roku 2014. Ve volbách toho roku již nekandidoval, zvítězil v nich Hery Rajaonarimampianina, bývalý ministr financí Rajoelinovy vlády.
V červnu 2025 se sejde smíšená francouzsko-madagaskarská komise. Tato komise je odpovědná za rozhodnutí o navrácení Rozptýlených ostrovů Madagaskaru.